# Ногата
Ногата (араб.: накада — сортувати гроші, вибирати гарні екземпляри; наґд — повноцінна, відбірна монета на відміну від монет меншої вартости) — грошова одиниця, що перебувала в обігу на землях Київської держави у домонгольський період. Разом з куною, різаною становила кунно-грошову систему Київської Русі.
Назва походить від арабських термінів «нагд» — повноцінна, відбірна монета, або «накада» — сортувати, відбирати найкращі екземпляри.
Ногата — це високопробна срібна монета (арабський куфічний диргем (дірхем) ранніх емісій). Вага її становила близько 2,5 г.
В XI столітті ногата дорівнювала 1/20 гривні.